# J&T Banka Prague Open 2017 - Qualificazioni singolare
Le qualificazioni del singolare del J&T Banka Prague Open 2017 sono state un torneo di tennis preliminare per accedere alla fase finale della manifestazione. Le vincitrici dell'ultimo turno sono entrate di diritto nel tabellone principale. In caso di ritiro di una o più giocatrici aventi diritto a queste sono subentrate le lucky loser, ossia le giocatrici che hanno perso nell'ultimo turno ma che avevano una classifica più alta rispetto alle altre partecipanti che avevano comunque perso nel turno finale.

## Teste di serie
1. Risa Ozaki (primo turno)
2. Natal'ja Vichljanceva (qualificata)
3. Mona Barthel (qualificata)
4. Donna Vekić (ultimo turno)

1. Ekaterina Aleksandrova (primo turno)
2. Aljaksandra Sasnovič (primo turno)
3. Mariana Duque Mariño (ultimo turno)
4. Denisa Allertová (ultimo turno)

## Qualificate
1. Lucie Hradecká
2. Natal'ja Vichljanceva

1. Mona Barthel
2. Beatriz Haddad Maia

## Tabellone

### Legenda
| - Q = Qualificato - WC = Wild card - LL = Lucky loser | - ALT = Alternate - SE = Special Exempt - PR = Protected Ranking | - w/o = Walkover - r = Ritirato - d = Squalificato |

### Sezione 1
|  | Primo turno | Primo turno          | Primo turno          | Primo turno | Primo turno |  |  | Secondo turno | Secondo turno      | Secondo turno      | Secondo turno | Secondo turno |   |   | Ultimo turno | Ultimo turno   | Ultimo turno   | Ultimo turno | Ultimo turno |  |
|  |             |                      |                      |             |             |  |  |               |                    |                    |               |               |   |   |              |                |                |              |              |  |
|  | 1           | Risa Ozaki           | 4                    | 7           | 2           |  |  |               |                    |                    |               |               |   |   |              |                |                |              |              |  |
|  |             | Lucie Hradecká       | 6                    | 5           | 6           |  |  |               | Lucie Hradecká     | Lucie Hradecká     | 6             | 6             |   |   |              |                |                |              |              |  |
|  |             | Virginie Razzano     | 7                    | 3           | 3           |  |  | WC            | Karolína Beránková | Karolína Beránková | 3             | 3             |   |   |              |                |                |              |              |  |
|  | WC          | Karolína Beránková   | 5                    | 6           | 6           |  |  |               |                    |                    |               |               |   |   |              | Lucie Hradecká | Lucie Hradecká | 6            | 6            |  |
|  |             | Tamara Korpatsch     | 6                    | 5           | 5           |  |  |               |                    |                    | Ana Bogdan    | Ana Bogdan    | 2 | 4 |              |                |                |              |              |  |
|  |             | Ana Bogdan           | 2                    | 7           | 7           |  |  |               | Ana Bogdan         | Ana Bogdan         | 6             | 6             |   |   |              |                |                |              |              |  |
|  |             | Tereza Martincová    | Tereza Martincová    | 6           | 6           |  |  |               | Tereza Martincová  | Tereza Martincová  | 3             | 1             |   |   |              |                |                |              |              |  |
|  | 6           | Aljaksandra Sasnovič | Aljaksandra Sasnovič | 3           | 1           |  |  |               |                    |                    |               |               |   |   |              |                |                |              |              |  |

### Sezione 2
|  | Primo turno | Primo turno           | Primo turno           | Primo turno | Primo turno |  |  | Secondo turno | Secondo turno         | Secondo turno         | Secondo turno        | Secondo turno        |   |   | Ultimo turno | Ultimo turno          | Ultimo turno          | Ultimo turno | Ultimo turno |  |
|  |             |                       |                       |             |             |  |  |               |                       |                       |                      |                      |   |   |              |                       |                       |              |              |  |
|  | 2           | Natal'ja Vichljanceva | Natal'ja Vichljanceva | 6           | 6           |  |  |               |                       |                       |                      |                      |   |   |              |                       |                       |              |              |  |
|  | Alt         | Katarzyna Piter       | Katarzyna Piter       | 1           | 0           |  |  | 2             | Natal'ja Vichljanceva | Natal'ja Vichljanceva | 6                    | 6                    |   |   |              |                       |                       |              |              |  |
|  |             | Tereza Smitková       | 7                     | 1           | 7           |  |  |               | Tereza Smitková       | Tereza Smitková       | 2                    | 3                    |   |   |              |                       |                       |              |              |  |
|  | WC          | Heather Watson        | 63                    | 6           | 5           |  |  |               |                       |                       |                      |                      |   |   | 2            | Natal'ja Vichljanceva | Natal'ja Vichljanceva | 6            | 6            |  |
|  | WC          | Anastasia Zarycká     | 3                     | 6           | 6           |  |  |               |                       | 7                     | Mariana Duque Mariño | Mariana Duque Mariño | 2 | 1 |              |                       |                       |              |              |  |
|  | WC          | Monika Kilnarová      | 6                     | 1           | 4           |  |  | WC            | Anastasia Zarycká     | Anastasia Zarycká     | 1                    | 2                    |   |   |              |                       |                       |              |              |  |
|  |             | Viktória Kužmová      | 7                     | 4           | 4           |  |  | 7             | Mariana Duque Mariño  | Mariana Duque Mariño  | 6                    | 6                    |   |   |              |                       |                       |              |              |  |
|  | 7           | Mariana Duque Mariño  | 5                     | 6           | 6           |  |  |               |                       |                       |                      |                      |   |   |              |                       |                       |              |              |  |

### Sezione 3
|  | Primo turno | Primo turno          | Primo turno       | Primo turno | Primo turno |  |  | Secondo turno | Secondo turno    | Secondo turno    | Secondo turno    | Secondo turno    |   |   | Ultimo turno | Ultimo turno | Ultimo turno | Ultimo turno | Ultimo turno |  |
|  |             |                      |                   |             |             |  |  |               |                  |                  |                  |                  |   |   |              |              |              |              |              |  |
|  | 3           | Mona Barthel         | Mona Barthel      | 6           | 6           |  |  |               |                  |                  |                  |                  |   |   |              |              |              |              |              |  |
|  |             | Sachia Vickery       | Sachia Vickery    | 3           | 2           |  |  | 3             | Mona Barthel     | 6                | 4                | 7                |   |   |              |              |              |              |              |  |
|  |             | Jasmine Paolini      | 7                 | 3           | 6           |  |  |               | Jasmine Paolini  | 2                | 6                | 63               |   |   |              |              |              |              |              |  |
|  |             | Veronika Kudermetova | 63                | 6           | 4           |  |  |               |                  |                  |                  |                  |   |   | 3            | Mona Barthel | Mona Barthel | 6            | 6            |  |
|  |             | Anastasija Komardina | 5                 | 6           | 4           |  |  |               |                  | 8                | Denisa Allertová | Denisa Allertová | 0 | 3 |              |              |              |              |              |  |
|  |             | Anna Kalinskaja      | 7                 | 4           | 6           |  |  |               | Anna Kalinskaja  | Anna Kalinskaja  | 4                | 1                |   |   |              |              |              |              |              |  |
|  |             | Isabella Šinikova    | Isabella Šinikova | 4           | 1           |  |  | 8             | Denisa Allertová | Denisa Allertová | 6                | 6                |   |   |              |              |              |              |              |  |
|  | 8           | Denisa Allertová     | Denisa Allertová  | 6           | 6           |  |  |               |                  |                  |                  |                  |   |   |              |              |              |              |              |  |

### Sezione 4
|  | Primo turno | Primo turno            | Primo turno            | Primo turno | Primo turno |  |  | Secondo turno | Secondo turno       | Secondo turno       | Secondo turno       | Secondo turno |   |   | Ultimo turno | Ultimo turno | Ultimo turno | Ultimo turno | Ultimo turno |  |
|  |             |                        |                        |             |             |  |  |               |                     |                     |                     |               |   |   |              |              |              |              |              |  |
|  | 4           | Donna Vekić            | Donna Vekić            | 6           | 7           |  |  |               |                     |                     |                     |               |   |   |              |              |              |              |              |  |
|  |             | Viktoria Kamenskaja    | Viktoria Kamenskaja    | 2           | 5           |  |  | 4             | Donna Vekić         | Donna Vekić         | 6                   | 6             |   |   |              |              |              |              |              |  |
|  |             | Chang Kai-chen         | Chang Kai-chen         | 3           | 64          |  |  |               | Antonia Lottner     | Antonia Lottner     | 2                   | 4             |   |   |              |              |              |              |              |  |
|  |             | Antonia Lottner        | Antonia Lottner        | 6           | 7           |  |  |               |                     |                     |                     |               |   |   | 4            | Donna Vekić  | 6            | 4            | 3            |  |
|  |             | Asia Muhammad          | Asia Muhammad          | 0           | 3           |  |  |               |                     |                     | Beatriz Haddad Maia | 4             | 6 | 6 |              |              |              |              |              |  |
|  |             | Rebecca Šramková       | Rebecca Šramková       | 6           | 6           |  |  |               | Rebecca Šramková    | Rebecca Šramková    | 4                   | 0             |   |   |              |              |              |              |              |  |
|  |             | Beatriz Haddad Maia    | Beatriz Haddad Maia    | 6           | 7           |  |  |               | Beatriz Haddad Maia | Beatriz Haddad Maia | 6                   | 6             |   |   |              |              |              |              |              |  |
|  | 5           | Ekaterina Aleksandrova | Ekaterina Aleksandrova | 3           | 5           |  |  |               |                     |                     |                     |               |   |   |              |              |              |              |              |  |